# Underground (film)
Underground är en fransk-serbisk-tysk-ungersk film från 1995, regisserad av Emir Kusturica.

## Handling
Berättelsen tar sin början 1941 med Tyskarnas ockupation av Jugoslavien, och gör sedan nedslag i början av 1960- respektive 1990-talet. Ett litet samhälle växer fram i underjorden sedan en av filmens huvudkarakätärer låst in sin vapenfabrik och dess arbetare i källaren under kriget, och sedan undanhåller dem nyheten om krigets slut. 

## Om filmen
Underground är en surrealistisk dramakomedi som belönades med Guldpalmen 1995. Manuset kom till genom samarbete med Dusan Kovacevic, och är delvis baserat på Kovacevics pjäser. Filmen är också en metafor över Jugoslaviens historia, ur Kusturicas synvinkel.  Allt i en blandning av fiktion, myter och historisk fakta, där, bland många möjliga tolkningar av allegorier och metaforer, de två huvudpersonerna kan ses som gestaltningar av Tito och Milošević.
Filmens teman, vinklingar och tolkningsmöjligheter ledde till mycket kritik och diskussioner, med följden att regissören Kusturica (för en kort period) slutade med sitt filmskapande.  
Underground hade en original-längd på 312 minuter, i sin helhet visades den, liksom Kusturicas film Zigenarnas tid från 1989, som TV-serie i RTS.

## Medverkande i urval
- Miki Manojlović - Marko Dren, poet
- Lazar Ristovski - Petar Popara "Crni", krigshjälte
- Mirjana Joković - Natalija Zovkov, skådespelaren
- Slavko Štimac - Ivan, Markos bror
- Ernst Stötzner - Franz
- Srđan Todorović - Jovan, Petars son
- Mirjana Karanović - Vera, Petars kvinna
- Milena Pavlović - Jelena, brud
- Danilo Stojković - Farfar
- Bora Todorović - Golub, trumpetaren
- Davor Dujmović - Natalijas bror